# Jasová
Jasová (hongarès Jászfalu) és un municipi d'Eslovàquia que es troba a la regió de Nitra, al sud-oest del país.

## Història
La primera menció escrita Tykeresnyek aliter Jaszafalu es remunta al 1434. Durant les conquestes mongoles i després les invasions otomanes el poble va desaparèixer el 1562. A la fi del segle xvii de mica en mica es va repoblar. El 1715 hi havia 29 famílies i el 1828, 710 habitants.

## Demografia
| Godina             | 1994 | 2004   | 2014   | 2024   |
| ------------------ | ---- | ------ | ------ | ------ |
| Nombre de persones | 1257 | 1201   | 1189   | 1136   |
| Diferència         |      | −4,45% | −0,99% | −4,45% |

| Godina             | 2023 | 2024   |
| ------------------ | ---- | ------ |
| Nombre de persones | 1135 | 1136   |
| Diferència         |      | +0,08% |